# IC 3904
IC 3904 ist eine isolierte Balken-Spiralgalaxie vom Hubble-Typ SABc? im Sternbild Jagdhunde am Nordsternhimmel. Sie ist schätzungsweise 721 Millionen Lichtjahre von der Milchstraße entfernt und hat einen Durchmesser von etwa 155.000 Lichtjahren.
Im selben Himmelsareal befinden sich unter anderem die Galaxien IC 3891, PGC 43960, PGC 2076473, PGC 2080403.
Das Objekt wurde am 21. März 1903 von Max Wolf entdeckt.